# یقین (فیلم ۱۹۶۹)
یقین (به هندی: Yakeen) فیلمی محصول سال ۱۹۶۹ و به کارگردانی بریج سادانه است. در این فیلم بازیگرانی همچون درمندرا، شارمیلا تاگور، کامینی کاشال ایفای نقش کرده‌اند.